# سید عبدالباقی شیرازی
سید عبدالباقی شیرازی (۱۲۹۰ ه. ق-  ۱۳۵۴ ق )فرزند سید محمدباقر از مراجع تقلید و مجتهدان شیعه دوازده امامی و از رهبران مشروطه ایران بود.

## تحصیلات
وی در شیراز از شاگردان سید عبدالحسین لاری عالم مشروطه خواه فارس حاضر می‌شد و پس از آن به نجف رفت و در درس آخوند خراسانی و دیگران حاضر شد. او همچنین در جریان تشکیل حکومت اسلامی فارس همراه سید عبدالحسین لاری بود.
وی حلقه رابط بین سید عبدالحسین لاری و آخوندخراسانی و عبداله مازندرانی بوده‌است.
با درگذشت سیدعبدالحسین لاری، سید عبدالباقی یکی از مراجع بزرگ تقلید به‌شمار می آمد.

## درگذشت
او در سال ۱۳۵۴ قمری در شیراز درگذشت.